# Hans-Peter Wagner
Hans-Peter Wagner (* 18. Januar 1949 in Sankt Ingbert) ist ein deutscher Anglist und Hochschullehrer.

## Leben und Wirken
Hans-Peter Wagner studierte nach seiner Reifeprüfung 1967 in Saarbrücken Anglistik, Philosophie und Pädagogik sowie Sportwissenschaft an der Universität des Saarlandes in Saarbrücken und legte die beiden Staatsexamen für den höheren Schuldienst 1973 und 1976 ab. Nach einem Forschungsaufenthalt und Tätigkeit als wissenschaftlicher Assistent am College of William & Mary in den USA war er von 1975 bis 1977 im Schuldienst tätig. 1978/79 promovierte er bei dem Amerikanisten Hans Itschert an der Universität des Saarlandes und arbeitete von 1978 bis 1980 als Lektor an der University of Bath und bis 1981 an der Aston University (Birmingham). Von 1981 bis 1993 unterrichtete Wagner als Studienrat (später Oberstudienrat bzw. Studiendirektor) im Hochschuldienst Anglistik und Amerikanistik an der Universität Eichstätt. 1986 erwarb er einen zweiten Doktorgrad in Paris an der Université de la Sorbonne und habilitierte sich dort 1987 für Englische Philologie. Nach einer Lehrstuhlvertretung an der Universität Siegen (1991/92) nahm er 1993 die Berufung auf eine Professur für Englische und amerikanische Literaturwissenschaft an der Universität Koblenz-Landau an. 1998 hatte er eine Gastprofessur am Dartmouth College inne. Im Jahre 2014 trat er in den Ruhestand.
In seinen Veröffentlichungen beschäftigt sich Wagner mit dem Puritanismus in Amerika, der englischen und amerikanischen bzw. erotischen Literatur des 18. Jahrhunderts und der Literatur der Postmoderne. Außerdem veröffentlichte er eine umfangreiche Darstellung der britischen, irischen und amerikanischen Literatur.

## Veröffentlichungen (Auswahl)
- Puritan attitudes towards recreation in early seventeenth century New England with particular consideration of physical recreation (= Mainzer Studien zur Amerikanistik. Bd. 17). Lang, Frankfurt am Main 1982, ISBN 3-8204-7286-X (= Dissertation Universität des Saarlandes).
- Lust & Liebe im Rokoko. Greno, Nördlingen 1986, ISBN 3-89190-607-2.
- A short history of English and American literature. Klett, Stuttgart 1988, ISBN 3-12-516140-1.
- Eros revived. Erotica of the enlightenment in England and America. Secker & Warburg, London 1988, ISBN 0-436-56051-8 (= Dissertation Université de la Sorbonne).
- (Hrsg.): Erotica and the enlightenment. Lang, Frankfurt am Main 1991, ISBN 3-631-42718-2.
- (Hrsg.): Icons, texts, iconotexts. Essays on ekphrasis and intermediality (= European cultures. Bd. 6). de Gruyter, Berlin 1996, ISBN 3-11-014291-0.
- (Mithrsg.): Hogarth. Representing nature's machines. Manchester University Press, Manchester 2001, ISBN 0-7190-5918-6.
- (Mithrsg.): Framing women. Changing frames of representation from the Enlightenment to postmodernism. Niemeyer, Tübingen 2003, ISBN 3-484-40143-5.
- A history of British, Irish and American literature. Wiss. Verlag Trier, Trier 2003, ISBN 3-88476-410-1 (2. erw. Aufl. 2010, ISBN 978-3-86821-220-4).
- mit Frédéric Ogée (Hrsg.): Representation and performance in the Eighteenth Century (= Landau Paris studies on the eighteenth century. Bd. 1). Wiss. Verlag Trier, Trier 2006, ISBN 3-88476-861-1.
- (Mithrsg.): The ruin and the sketch in the eighteenth century (= Landau Paris studies on the eighteenth century. Bd. 2). Wiss. Verlag Trier, Trier 2008, ISBN 978-3-86821-064-4.
- mit Frédéric Ogée (Hrsg.): Taste and the senses in the eighteenth century (= Landau Paris studies on the eighteenth century. Bd. 3). Wiss. Verlag Trier, Trier 2011, ISBN 978-3-86821-343-0.
- William Hogarth. Das graphische Werk. Ein kommentierter Auswahlkatalog. Wiss. Verlag Trier, Trier 2013, ISBN 978-3-86821-409-3.
- (Mithrsg. u. Mitautor): Untergangsszenarien. Apokalyptische Denkbilder in Literatur, Kunst und Wissenschaft. Akademie-Verlag, Berlin 2013, ISBN 978-3-05-006406-2.
- An introduction to British and Irish fiction. Renaissance to romanticism. Wiss. Verlag Trier, Trier 2014, ISBN 978-3-86821-566-3.
- (Mithrsg.): Der Garten im Fokus kultureller Diskurse im 18. Jahrhundert (= Landau Paris studies on the eighteenth century. Bd. 4). Wiss. Verlag Trier, Trier 2015, ISBN 978-3-86821-616-5.
- (Hrsg.): Intermediality and the circulation of knowledge in the eighteenth century (= Landau Paris studies on the eighteenth century. Bd. 6). Wiss. Verlag Trier, Trier 2019, ISBN 978-3-86821-789-6.

Festschrift
- Anja Müller (Hrsg.): Representing, restoration, enlightenment and romanticism. Studies in New-Eighteenth-Century literature and film in honour of Hans-Peter Wagner. Wiss. Verlag Trier, Trier 2014, ISBN 978-3-86821-503-8 (Schriftenverzeichnis Hans-Peter Wagner S. 269–284).